# Élections municipales françaises de 1884
Les élections municipales se déroulent en France les 4 et 11 mai 1884.